# مسح الانزياح المجري نحو الأحمر للمجال ذي الدرجتين
مسح الانزياح المجري نحو الأحمر للمجال ذي الدرجتين (بالإنجليزية: 2dF Galaxy Redshift Survey، وهو اختصار لـ Two-degree-Field Galaxy Redshift Survey)‏ هو مسح فلكي لقسم من السماء لقياس الانزياح نحو الأحمر أجراه المرصد الفلكي الأسترالي [الإنجليزية] بمقراب قياس 3.9 متر بين عام 1997 ويوم 11 أبريل 2002 وقدمت البيانات من هذا المسح للجمهور في 30 يونيو/حزيران 2003. وحددت الدراسة بنية واسعة النطاق في مقطع واحد من الكون المحلي. يأتي اسم المسح من حقيقة أن المجال المرصود بالمقراب يبلغ قرابة درجتين مربعتين [الإنجليزية] (وحدة قياس الزوايا المجسمة).
وهو ثاني أكبر مسح انزياح نحو الأحمر بجانب مسح سلون الرقمي للسماء الذي بدأ في عام 2000. وكان ماثيو كالس و ستيف مادوكس وجون بيكوك المسؤولين عن المشروع، وشمل المسح مساحة حوالي 1500 درجة مربعة، في كل من الشمال والجنوب من أقطاب المجرة، وتم مسح وقياس 245591 جسم معظمها مجرات، والموقع الرسمي يشير إلى أن عدد المجرات التي تم مسحها 221414.

## اقرأ أيضًا
- سور سلون العظيم
- السور العظيم
- فراغ (علم الفلك)
- انزياح نحو الأحمر
- إدوين هابل
- مخروط ضوئي
- مسح سلون الرقمي للسماء